# Kochel am See
Kochel am See (amtlich: Kochel a.See) ist eine Gemeinde und ein Dorf im oberbayerischen Landkreis Bad Tölz-Wolfratshausen. Das gleichnamige Pfarrdorf ist Sitz der Verwaltungsgemeinschaft Kochel am See. Die Gemeinde ist staatlich anerkannter Luftkurort.

## Geographie

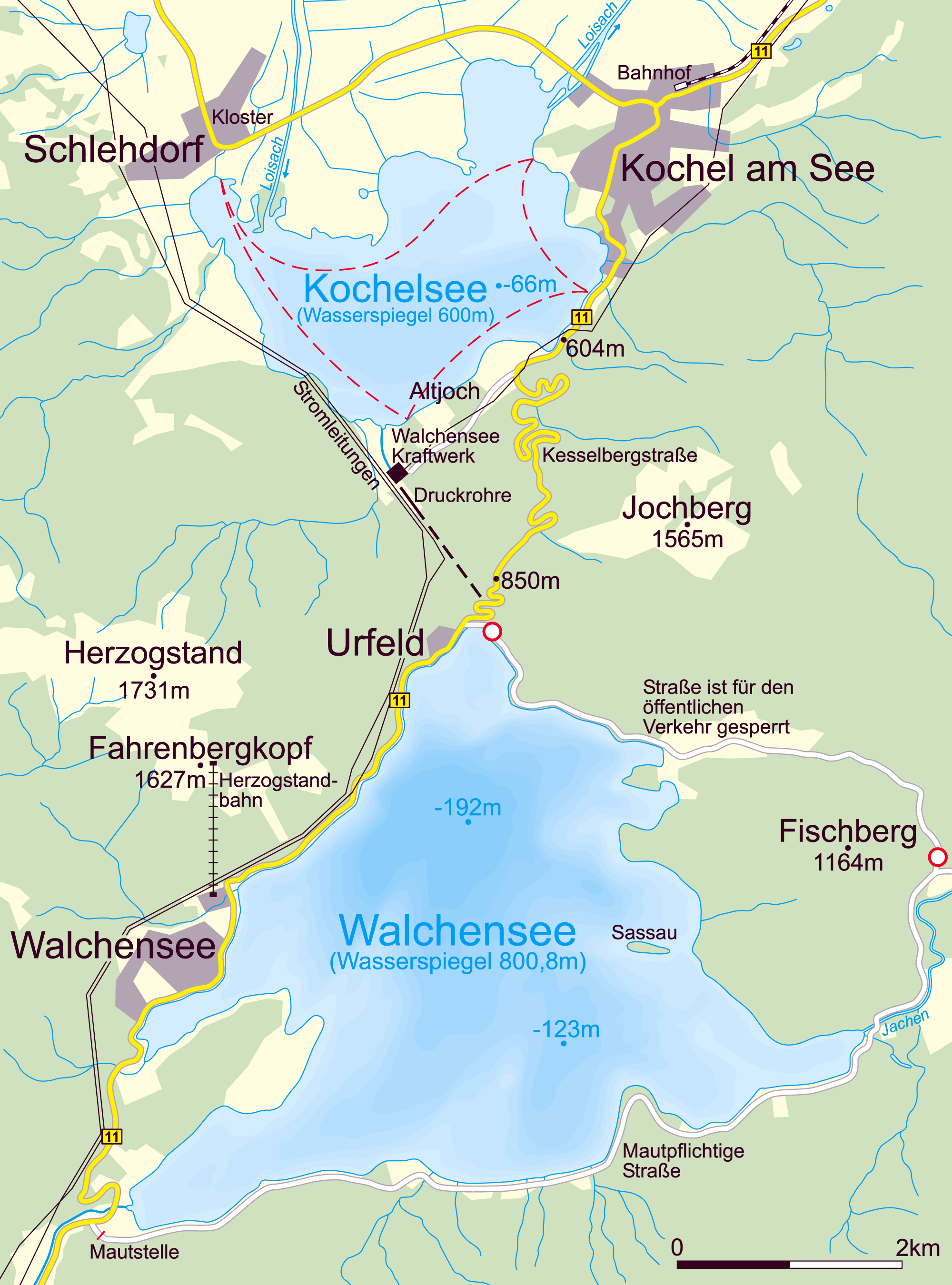
Kochelsee und Walchensee

Der Ort Kochel am See liegt ca. 60 km südlich von München im Landkreis Bad Tölz-Wolfratshausen. Die Gemeinde schließt rund 70 Prozent der Fläche des Kochelsees und den gesamten Walchensee ein.

## Gemeindeteile
Es gibt 12 Gemeindeteile (in Klammern ist der Siedlungstyp angegeben):
- Altjoch (Dorf)
- Brunnenbach (Einöde)
- Einsiedl (Weiler)
- Herzogstand (Unterkunftshaus)
- Kochel am See (Pfarrdorf)
- Ort (Dorf)
- Pessenbach (Dorf)
- Pfisterberg (Weiler)
- Ried (Kirchdorf)
- Urfeld (Dorf)
- Walchensee (Pfarrdorf)
- Zwergern (Einöde)

## Geschichte

### Besiedlung
Als erste bekannte Siedlung im Raum Kochel gilt die befestigte Schutzanlage auf der „Großen und Kleinen Birg“, diesen beiden mächtigen Felsblöcken bei Altjoch am Südufer des Kochelsees und am Fußpunkt der Kesselbergstraße. Sie stammt aus der Urnenfelderzeit und wird in die Zeit um 1200 v. Chr. datiert. In der römischen Kaiserzeit gehörte das Gebiet zur Provinz Rätien. Im Jahr 739 wurden das Kloster Benediktbeuern und das Kloster Kochel am See eingerichtet. Das Kocheler Frauenkloster wurde 908 (spätestens 955) durch die Ungarn zerstört (und bis auf die Kirche nie wieder aufgebaut).

### Ortsname
Der Ortsname ist 739 in einer lateinischen Urkunde als in loco Ascahi, qui nunc dicitur Cochalon („beim Ort Ascahi, der jetzt Cochalon genannt wird“) ersturkundlich genannt. Kochels frühmittelalterlicher Name Ascahi ist althochdeutsch und bedeutet Eschenwald. Cochalon, aus dem im Laufe der Zeit das heutige Kochel wurde, ist ein althochdeutscher Flurname im Dativ Plural und bedeutet „bei den spitzen Hügeln“. Der Name ging auf den Kochelsee über.

### Verkehr
Die Verbindung vom Kochelsee zum Walchensee über den Kesselberg ließ der Münchner Heinrich Barth von 1492 bis 1495 von dem damaligen Saumpfad zur ersten Kesselbergstraße ausbauen. Neben einem florierenden Handel brachte dies jedoch auch Schrecken und Leid, verursacht durch Übergriffe der Tiroler. 1893 bis 1897 erbaute man die Kesselbergstraße auf der heutigen Trasse neu. Zu Beginn des 20. Jahrhunderts fanden dort Automobilrennen mit Fahrern wie Hans Stuck und Manfred von Brauchitsch statt.

### Bauernaufstand
Bekanntheit erlangte der oberbayerische Ort durch ein Geschichtsereignis, den Oberländer Bauernaufstand von 1705, dessen schwärzester Tag als Sendlinger Mordweihnacht bekannt wurde.
Im Spanischen Erbfolgekrieg wurde Bayern von den österreichischen Truppen von Kaiser Joseph I. besetzt. Diese pressten das Land mit Kontributionen und Zwangsrekrutierungen aus. 1705 erhoben sich „Bauern“ (in der Hauptsache aber Knechte, Tagelöhner und andere, die nicht viel zu verlieren hatten – unter der Führung einiger Beamter und Militärs) zunächst im Unterland und kurz darauf auch im Oberland gegen die Besatzer. Sie scheiterten jedoch aufgrund taktischer Fehlentscheidungen und ungenügender militärischer Ausbildung und Bewaffnung. Der Überlieferung nach fiel bei dem Massaker auf dem Friedhof der alten Sendlinger Pfarrkirche St. Margaret als letzter der „Schmied von Kochel“ (angeblich „Schmiedbalthes“ genannt, alias Balthasar Riesenberger) unter den Hieben der kaiserlichen Truppen, mit der Losung der Aufständischen „Lieber bayerisch sterben, als kaiserlich verderben!“ auf den Lippen und ihrer Fahne in der Hand. Im Gegensatz zu Plinganser, dem historisch belegten Anführer der Unterländer, entstanden die Mythen um den Schmied von Kochel allerdings wohl erst im 19. Jahrhundert durch die 1831 veröffentlichte Schrift Der Heldentod der bayerischen Landesverteidiger bei Sendlingen, 1 Stunde von München, in der Christnacht des Jahres 1705 von Hans Ferdinand Maßmann; die tatsächliche Existenz des legendären Helden ist nicht nachgewiesen. Die in Kochel ansässigen Schmiede der fraglichen Zeit hießen anders und nahmen auch nicht an dem Aufstand teil, überhaupt scheinen sich die Kochler an der gescheiterten Revolution nicht beteiligt zu haben und beklagten auch keine Opfer.

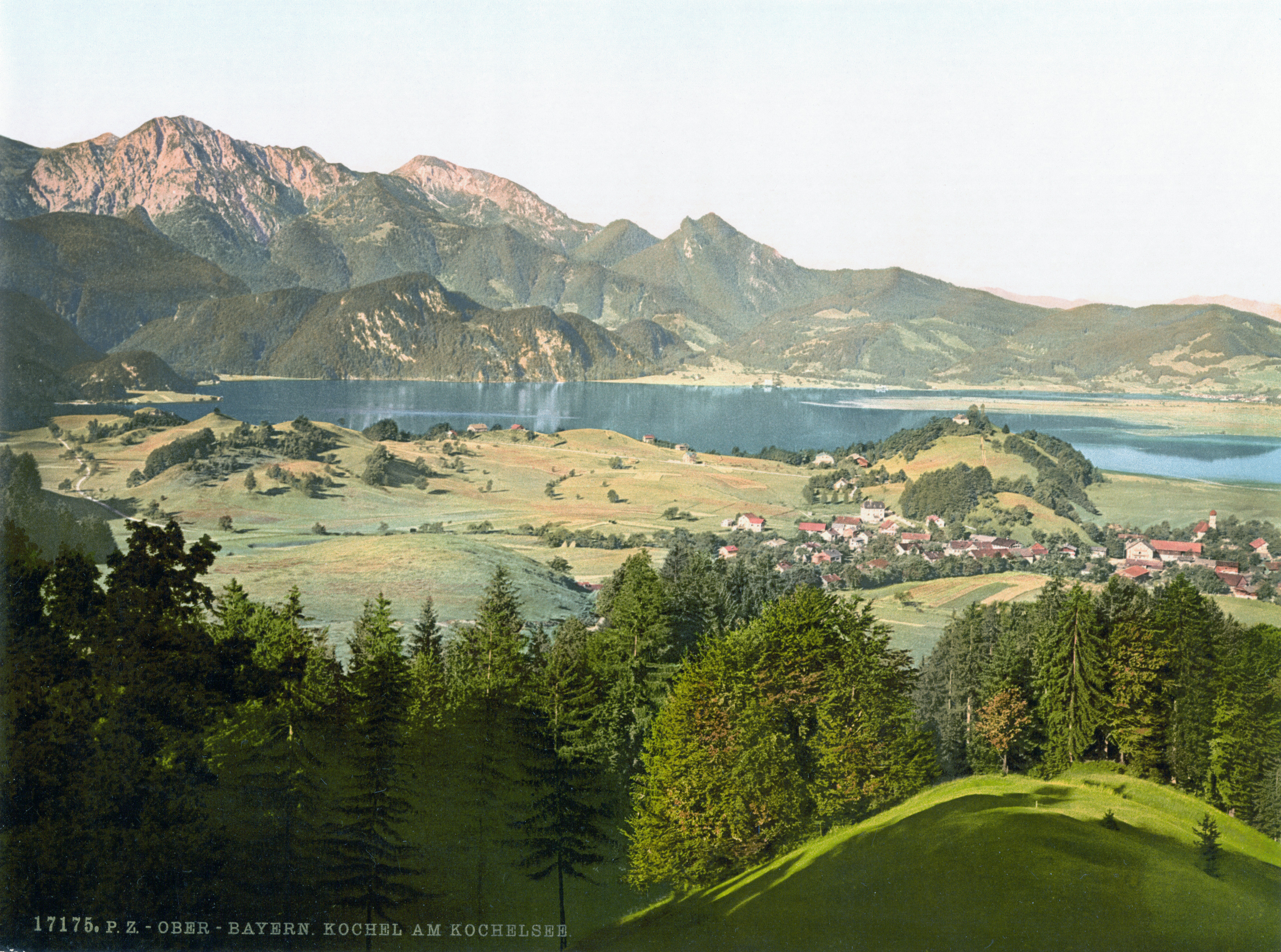
Kochel am See um 1900

Kochel war Teil der klösterlichen Herrschaft Benediktbeuern, die 1803 mit dem Kloster Benediktbeuern aufgehoben wurde. Im Zuge der Verwaltungsreformen in Bayern im Jahre 1818 wurde der Ort am Fuße des Herzogstandes (1731 m) eine selbständige politische Gemeinde.

### Künstler

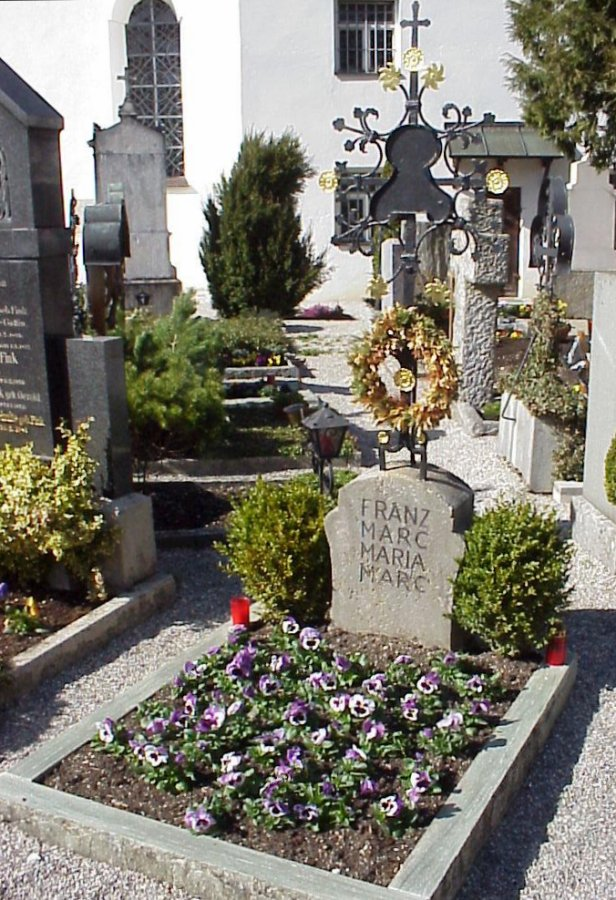
Grab von Franz und Maria Marc in Kochel

Anfang des 20. Jahrhunderts inspirierte die Landschaft des Zweiseenlandes (Kochelsee und Walchensee) zahlreiche bedeutende Künstler. Es entstanden Begriffe wie „Malerwinkel“ oder „Blaues Land“, die sich in vielen bekannten Werken widerspiegeln. Der Walchensee zog Lovis Corinth in seinen Bann und fand in etwa 60 seiner Bilder, die weltweit verstreut sind, Beachtung.
In der Gegend um den Kochelsee fand Franz Marc zusammen mit einigen Kollegen der Künstlergruppe „Blaue Reiter“ wie Wassily Kandinsky oder Gabriele Münter zahlreiche Motive für viele Werke. Ihm zu Ehren befindet sich das Franz Marc Museum, dessen Bedeutung weit über Bayern hinaus reicht, heute in Kochel am See.

### Technik
Ebenfalls im ersten Viertel des 20. Jahrhunderts entstand das Walchenseekraftwerk nach Plänen Oskar von Millers. Das damals umstrittene Projekt sorgte für eine Verbindung der beiden Seen. Das Wasser des Walchensees stürzt durch sechs Rohre 200 Meter in die Tiefe und wird in den Kochelsee geleitet. 
In der Nähe des Kraftwerkes wurde ab 1920 eine Groß-Funkstation mit einer Bergantenne erbaut. Die Anlagen wurden bis 1946 für die erste deutsche Ionosphärenstation genutzt.
Landschaftlich in die Gebirgssilhouette eingebettet entstand 1927 das Verstärkeramt an der Bahnhofstraße. Es ist ein gut erhaltenes Beispiel der Münchner Postbauschule und geschütztes Baudenkmal. Ausführender Architekt war Franz Holzhammer, weiter beteiligte sich die Architektin Hanna Löv, deren Planung insbesondere die Kraftwagenhallen, die eine große Hofanlage mit dem Verstärkeramt bilden, betrifft. 2013 erwarb die Gemeinde Kochel das Areal zum Neubau des gemeindlichen Bauhofs. Trotz fachlicher Würdigung des Denkmals und bürgerschaftlichem Engagement (Petition an den Bayerischen Landtag und Popularklage) sollten die Abrissarbeiten bis Frühjahr 2021 abgeschlossen sein.
Ab Sommer 1944 wurden Teile der Raketenforschung der Heeresversuchsanstalt Peenemünde hierher in die sogenannte WVA (Wasserbauversuchsanstalt GmbH Kochelsee) ausgelagert, da die für eine Überschallwindkanalanlage nötige Energie direkt aus dem Walchenseekraftwerk entnommen werden konnte. Im Rahmen der Demilitarisierung wurde diese High-Tech-Anlage durch die US-Armee Ende 1945 demontiert und in White Oak, Maryland, im Naval Ordnance Laboratory wieder aufgebaut. Zusammen mit der Anlage wurden die Forscher Rudolf Hermann (1904–1991), Hermann Heybey, Eber, Hermann Kurzweg (1908–2000) und Ernst Winkler im Rahmen der Operation Paperclip in die USA gebracht.

### Gesellschaftspolitik
1920 siedelte sich aus München die ein Jahr vorher gegründete Soziale Hochschule Leohaus im Seehof ein. Die Einrichtung bestand bis 1994.
Von dem Architekten Emil Freymuth wurde 1930 im Bauhausstil das „Ferienheim für Arbeiter, Beamte und Angestellte von Staat und Gemeinden“ erbaut. Es wurde 2022 abgerissen.
Die Zeit des Nationalsozialismus zog auch in Kochel ihre Spuren. Der Reichsjugendführer Baldur von Schirach wohnte im Schloss Aspenstein, in dessen Nähe das NS-Kraftfahrerheim angesiedelt war. Heute befindet sich auf Schloss Aspenstein die Georg-von-Vollmar-Akademie, die politische Erwachsenenbildung im Dienste der sozialen Demokratie anbietet.

### Einwohnerentwicklung
Zwischen 1988 und 2018 wuchs die Gemeinde von 3643 auf 4092 um 449 Einwohner bzw. um 12,3 %.

Bildergalerie
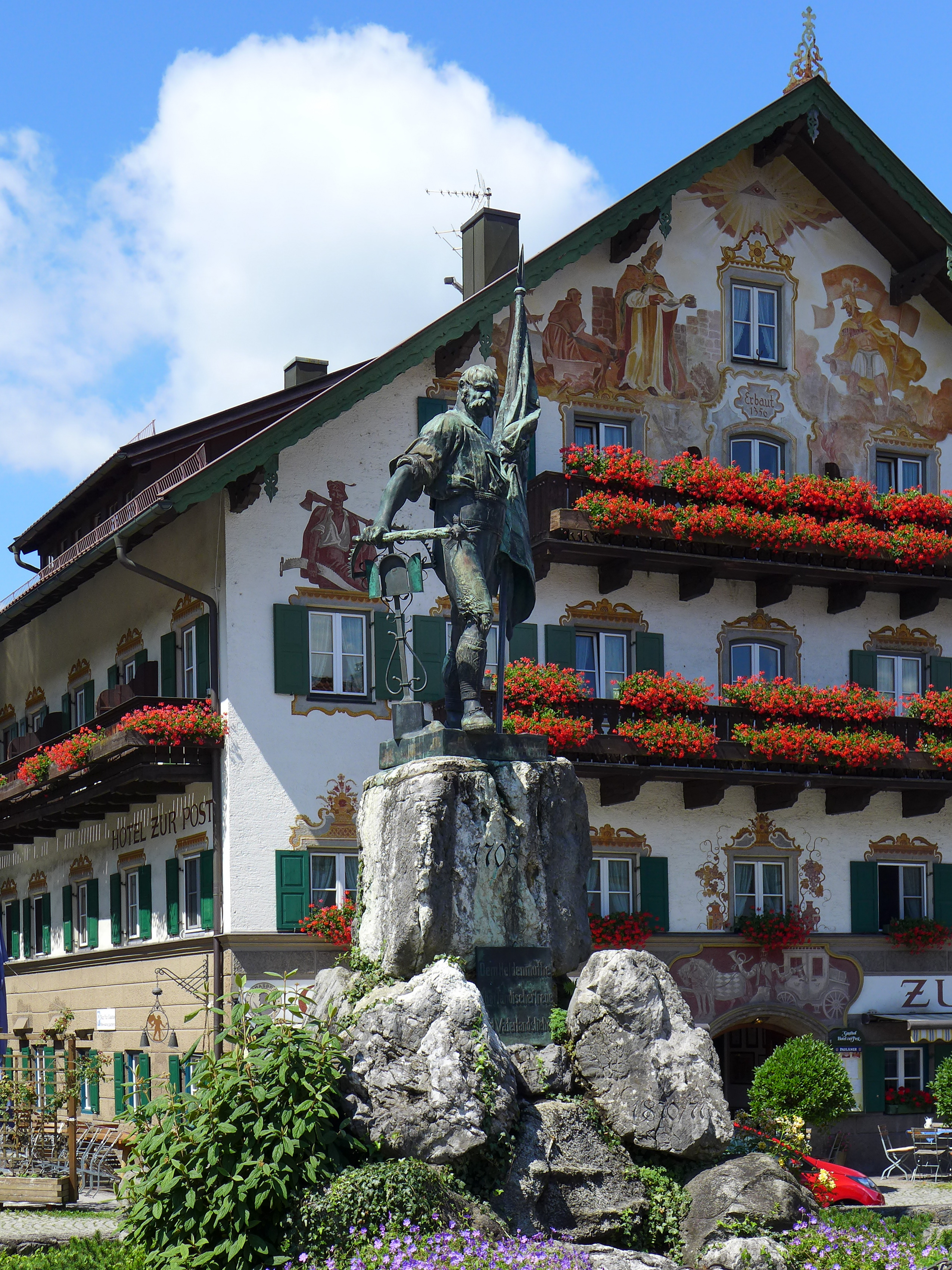
Der Schmied von Kochel, Denkmal im Ortszentrum
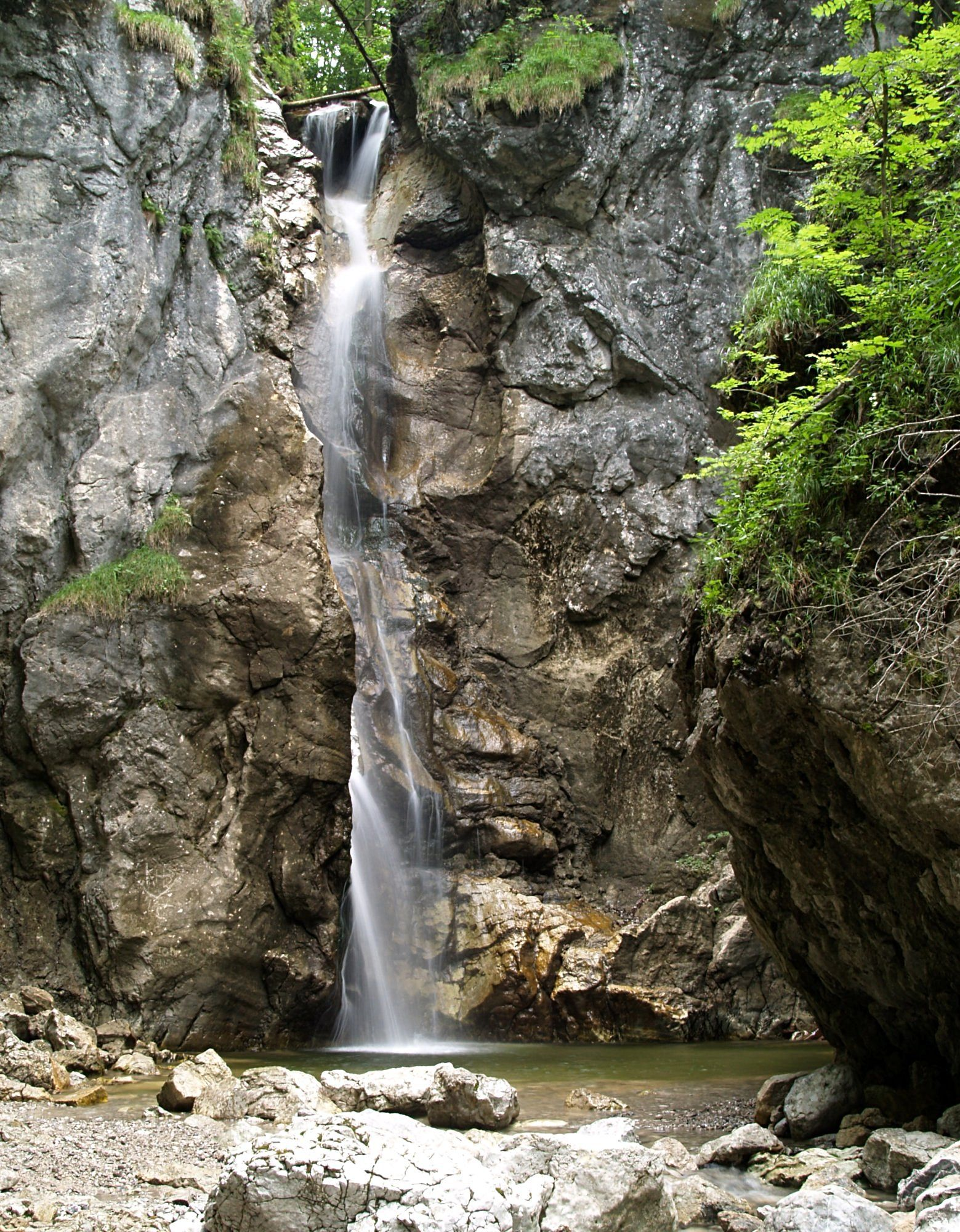
Die Lainbachfälle bei Kochel, ein beliebtes Ausflugsziel
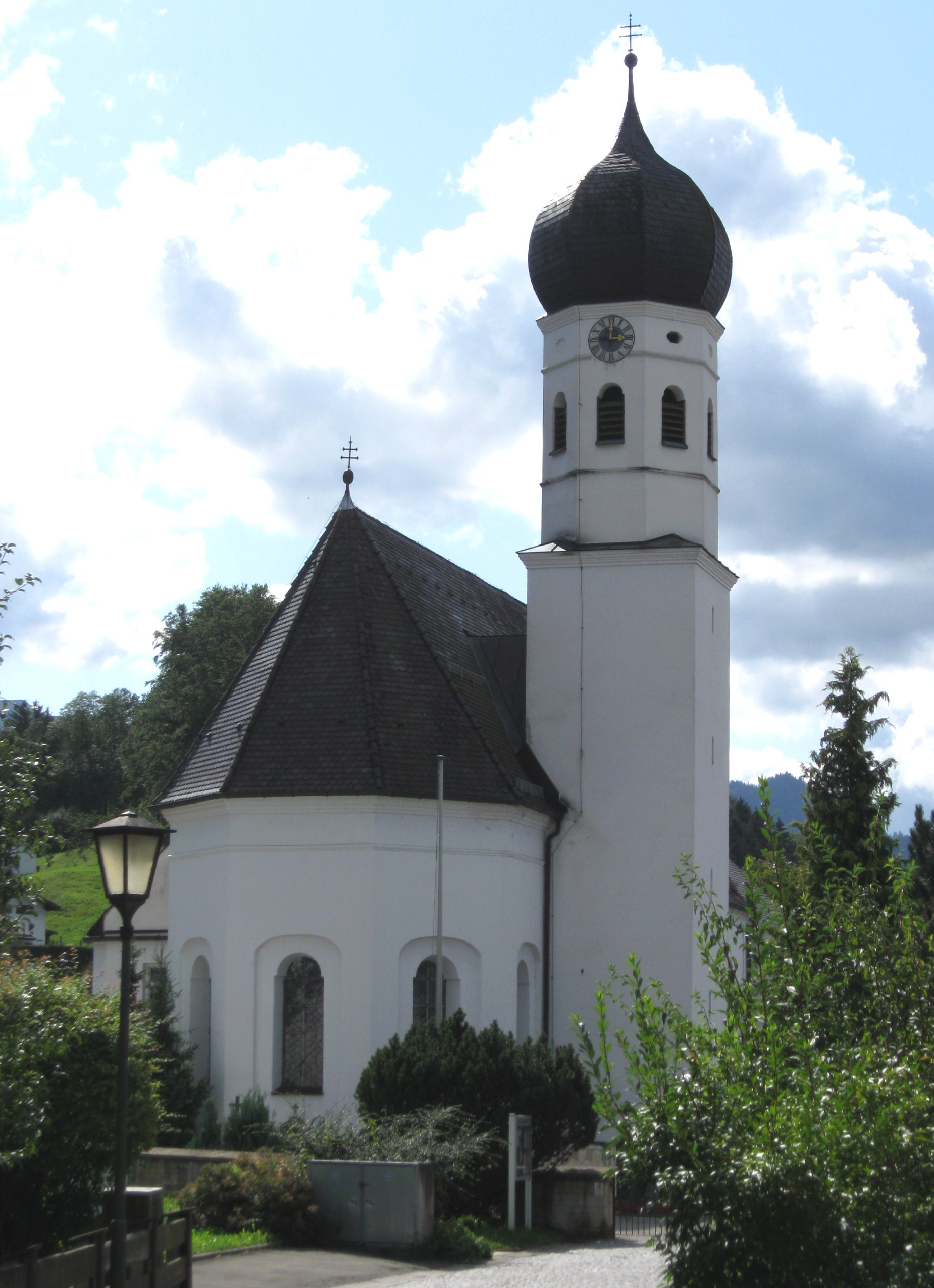
Die katholische Kirche in Kochel am See diente auch Wassily Kandinsky als Motiv
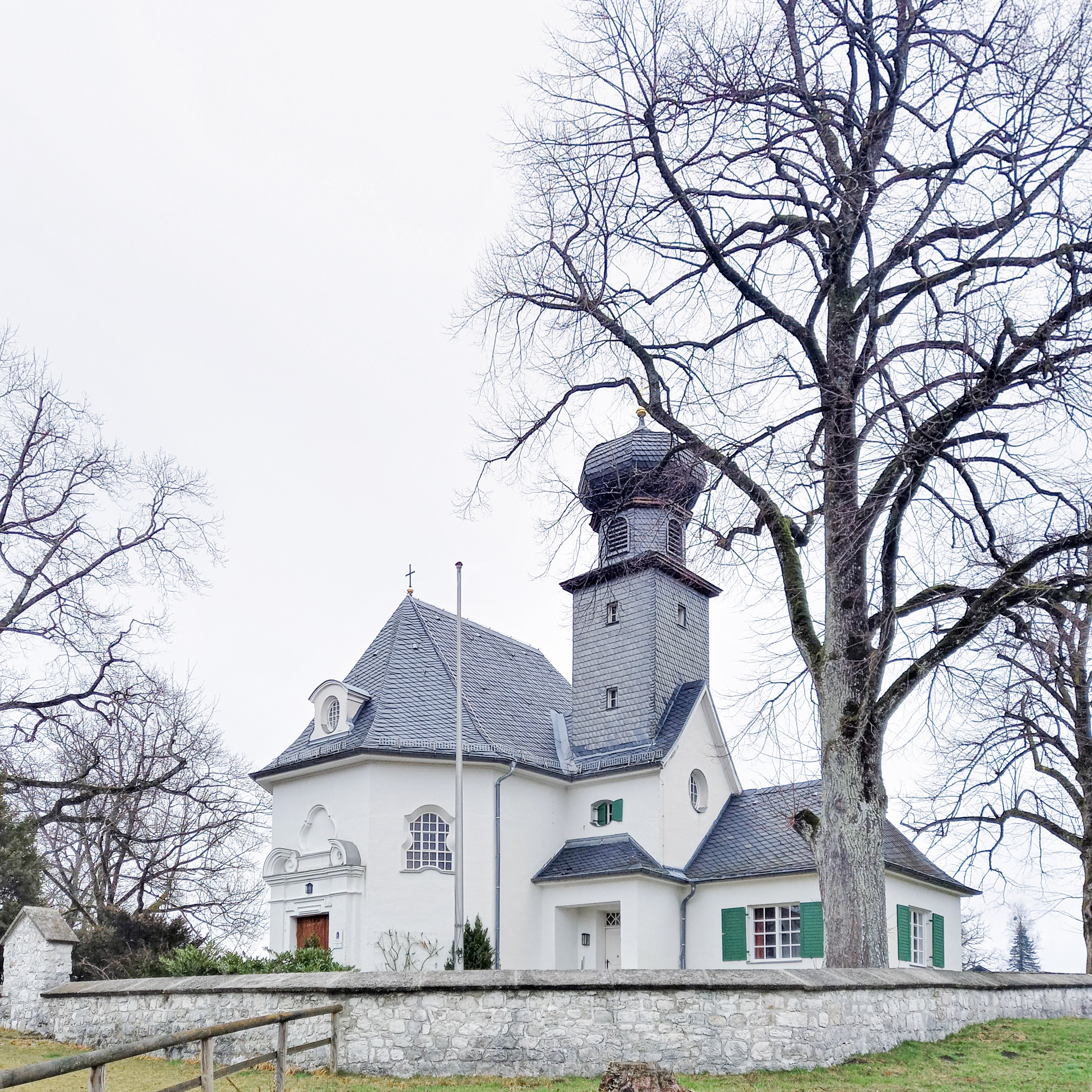
Die evangelische Kirche in Kochel am See
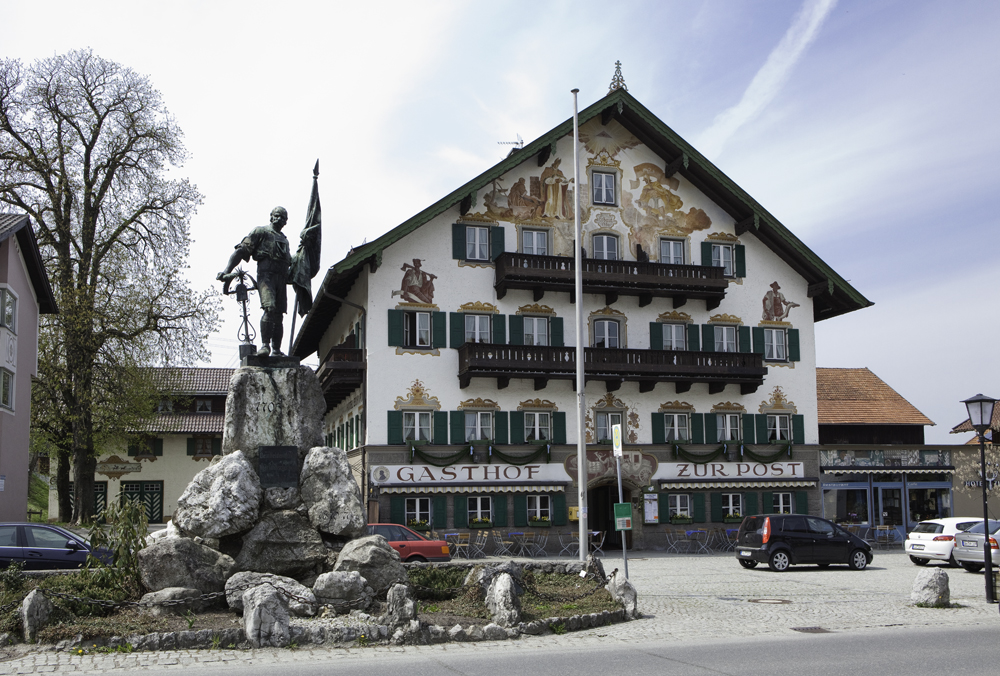
Zentrum von Kochel am See
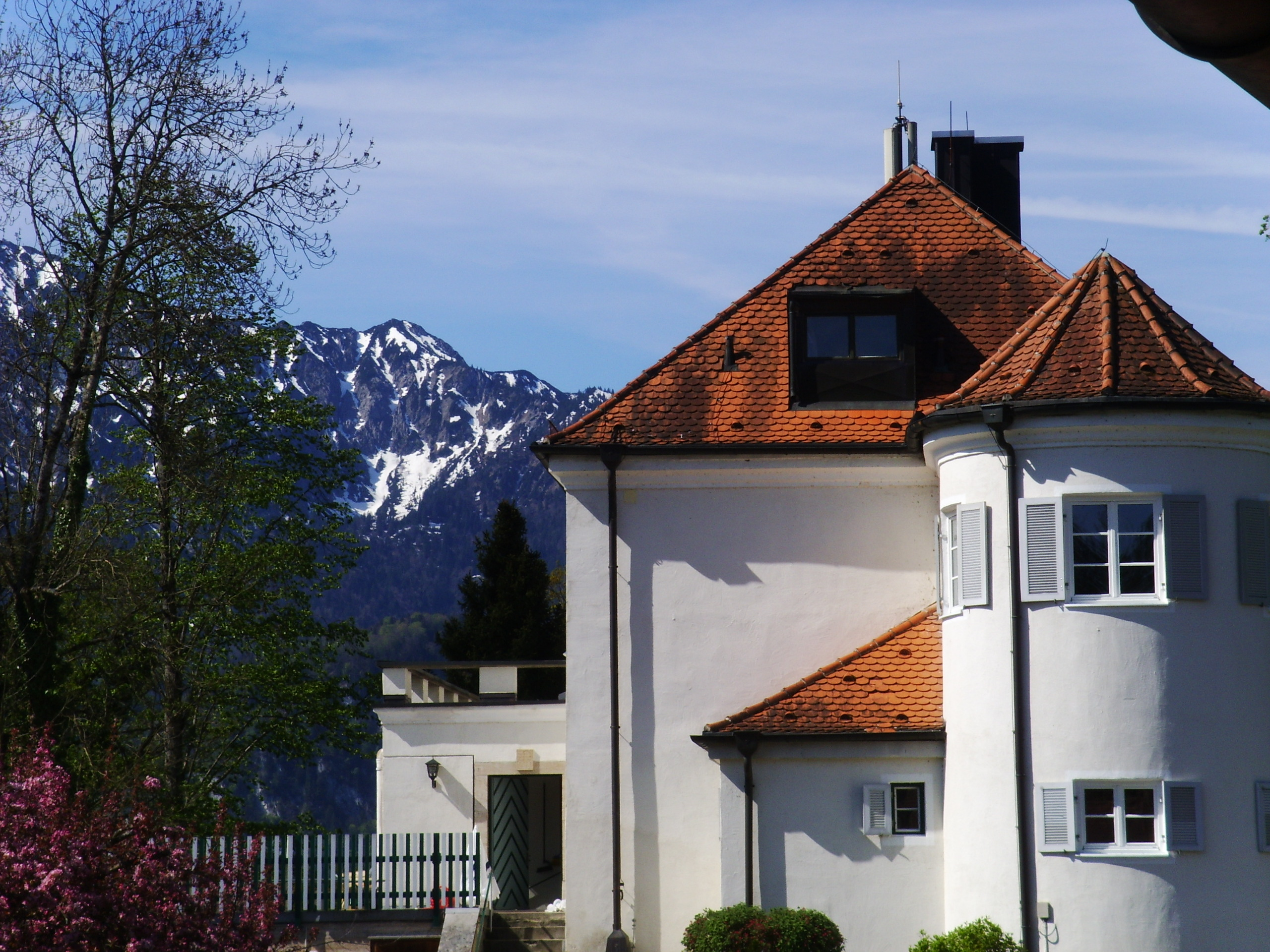
Georg-von-Vollmar-Akademie auf Schloss Aspenstein
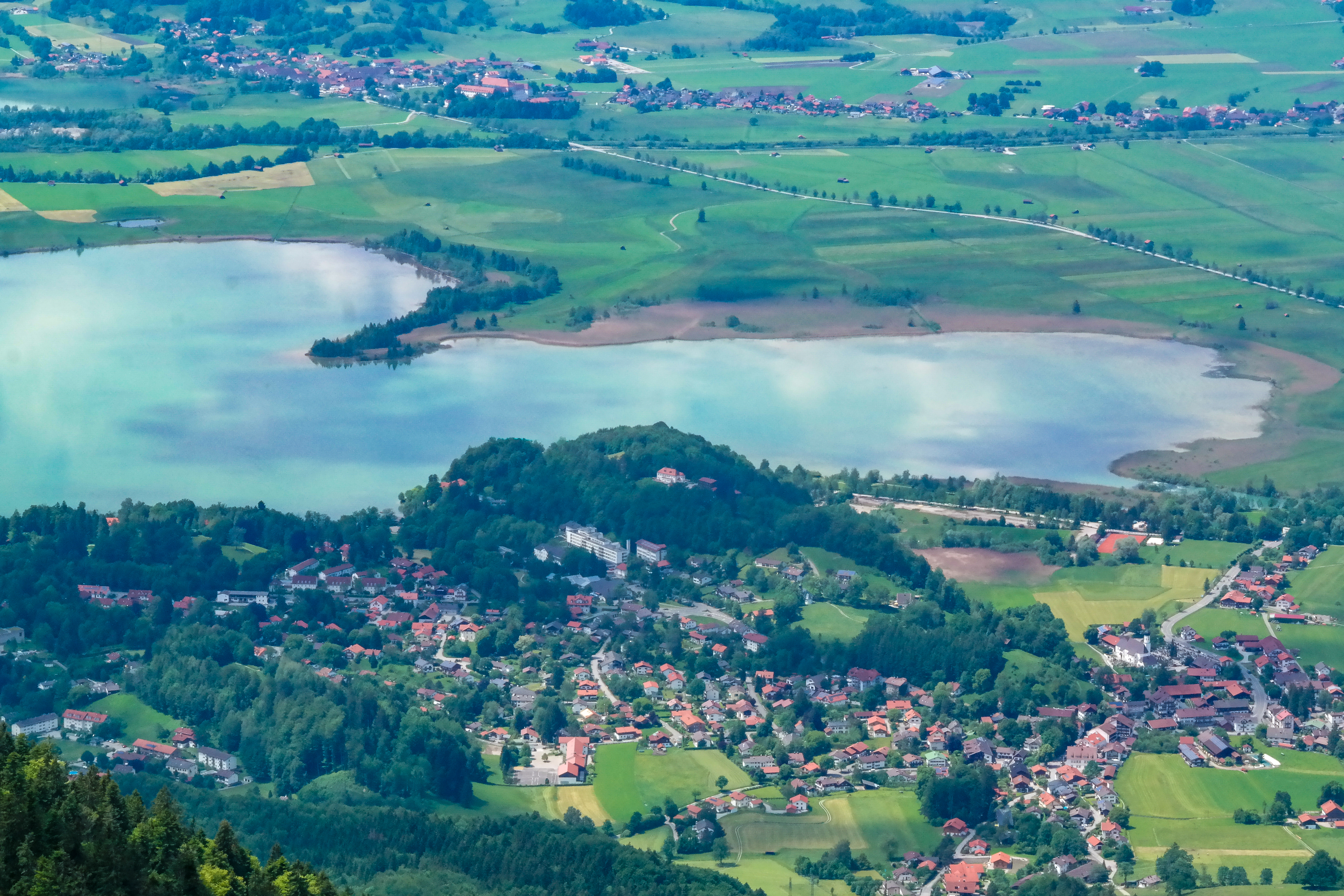
Kochel mit Kochelsee vom Rabenkopf aus

## Politik

### Gemeinderat
Nach der Gemeinderatswahl am 15. März 2020 hat der Gemeinderat 16 Mitglieder. Die Wahl brachte folgendes Ergebnis:
| Gemeinderatswahl Kochel am See 2020Wahlbeteiligung: 60,6 % 403020100 32,4 %14,4 %11,3 %10,3 %10,1 %10,1 %9,2 %2,2 % CSUUWGFWGmitteJLeFBRfSPDBPGewinne und Verlusteim Vergleich zu 2014 %p 12 10 8 6 4 2 0 −2 −4 −6−5,1 %p+0,3 %p−1,8 %p+10,3 %p+1,9 %p+3,6 %p−5,9 %p−3,3 %pCSUUWGFWGmitteJLFBRSPDBPAnmerkungen:e Junge Listef Freie Bürger Ried | Sitzverteilung im Gemeinderat Kochel am See seit 2020Insgesamt 16 Sitze - SPD: 1 - JL: 2 - mitte: 2 - UWG: 2 - FWG: 2 - FBR: 2 - CSU: 5 |

Weiteres Mitglied und Vorsitzender des Gemeinderates ist der Erste Bürgermeister.

### Bürgermeister
Erster Bürgermeister ist Jens Müller. Er ist seit dem 28. Januar 2024 im Amt.

### Wappen
|                                       | Blasonierung: „Gespalten; vorne in Blau drei silberne Bergspitzen (Köcheln), hinten dreimal gespalten von Gold und Rot mit silbernem linken Ort.“ |
| Dieses Wappen wird seit 1936 geführt. | |

## Sehenswürdigkeiten
- Franz Marc Museum

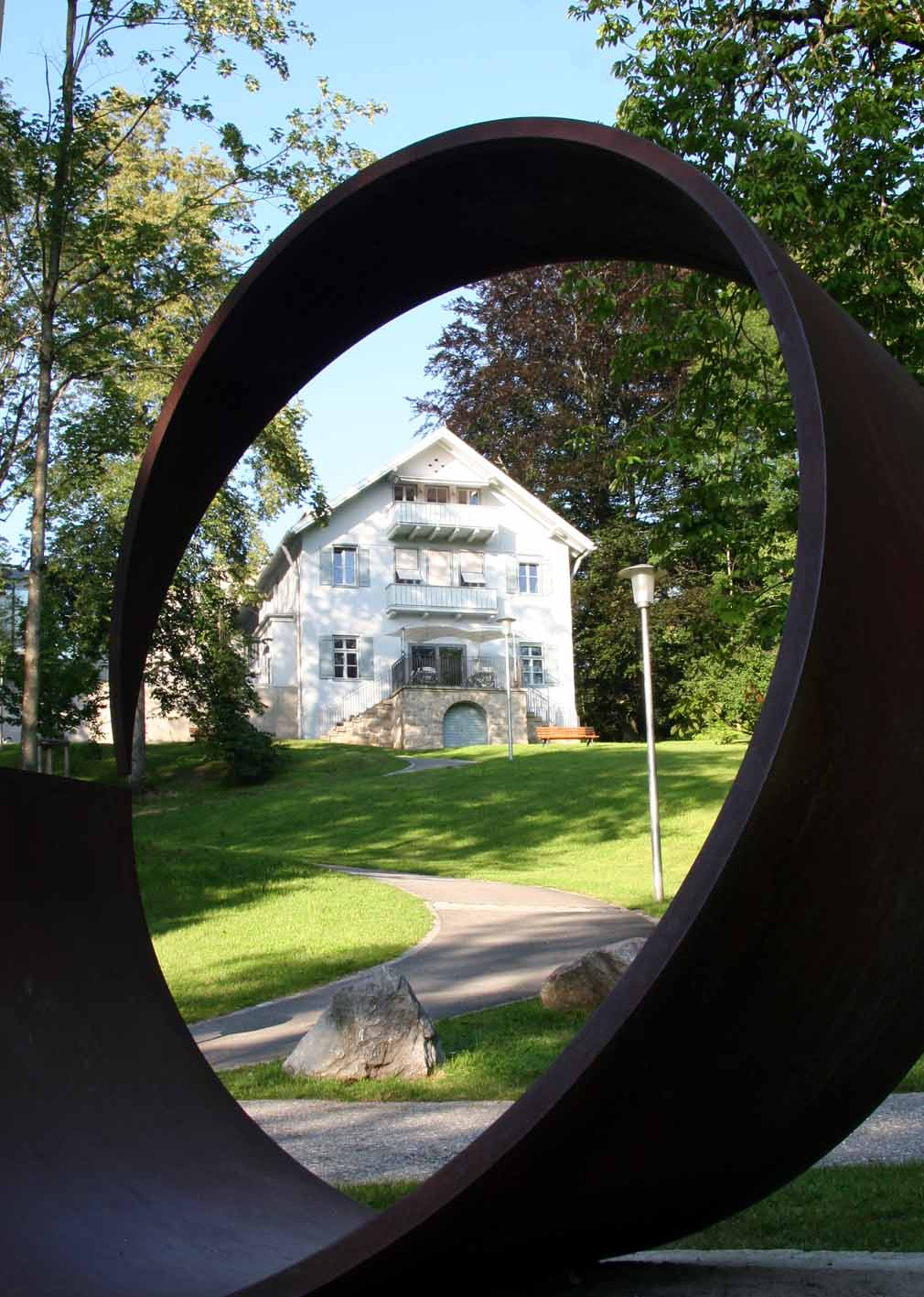
Das Franz Marc Museum (Altbau), im Vordergrund die Stahlplastik „Hommage an Franz Marc“ von Alf Lechner

- Schloss Aspenstein (Aspensteinschlössl)
- Goethedenkmal in Urfeld am Walchensee,
1933 geschaffen von dem Bildhauer Hans Schwegerle
- Denkmal Schmied von Kochel
- Walchenseekraftwerk – Dieses Industriedenkmal produziert weiterhin Strom. Es beeindruckt durch die mächtigen Fallrohre, die das Wasser vom Walchensee herableiten.
- Walchensee-Museum der Friedhelm-Oriwol-Stiftung in Urfeld
- Katholische Pfarrkirche St. Michael
- Evangelisch-Lutherische Pfarrkirche
- Grab von Franz Marc und Maria Marc auf dem Friedhof bei der St. Michael-Kirche

## Infrastruktur

### Wirtschaft
- Dorst Technologies
- E.ON Wasserkraft
- Freizeit- und Erlebnisbad „Kristall-Therme trimini “
- Herzogstandbahn

### Verkehr

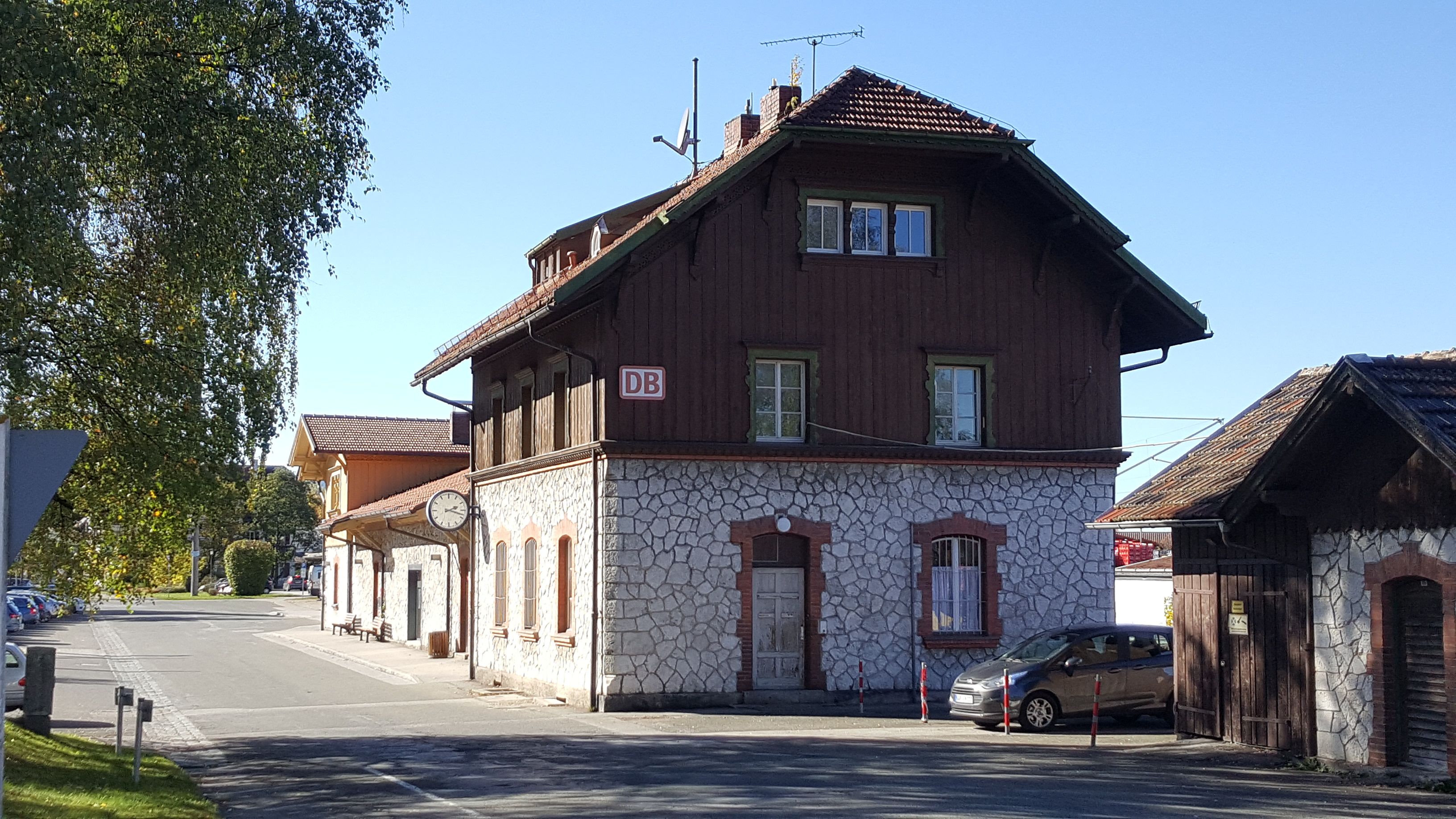
Bahnhofsgebäude

In Kochel endet die Kochelseebahn aus München. Sie wird im Stundentakt durch Regionalbahnen von München über Tutzing nach Kochel bedient, die in den Hauptverkehrszeiten teilweise halbstündlich fahren. Über München Hauptbahnhof besteht Anschluss an das Fernverkehrsnetz der Deutschen Bahn. Durch den Ort führt die Bundesstraße 11, über die Staatsstraße nach Murnau besteht Anschluss zur A 95.
Es halten mehrere Regionalbuslinien des DB Oberbayernbus in Kochel.
| Linie | Bezeichnung                | Linienverlauf                                                         |
| ----- | -------------------------- | --------------------------------------------------------------------- |
| 9608  | Regionalverkehr Oberbayern | Garmisch-Partenkirchen – Klais – Mittenwald – Krün – Wallgau – Kochel |
| 9611  | Regionalverkehr Oberbayern | Kochel – Schlehdorf – Großweil – Ohlstadt – Murnau                    |
| 392   | Regionalverkehr Oberbayern | Kochel – Benediktbeuern – Bad Heilbrunn – Bad Tölz                    |
| 9613  | Regionalverkehr Oberbayern | Penzberg – Bichl – Benediktbeuern – Kochel – Schlehdorf               |

Kochel am See liegt am Bodensee-Königssee-Radweg, welcher in Lindau beginnt und zum Königssee bei Berchtesgaden führt. Er verläuft vom Schlehdorfer Ortsteil Unterau kommend über Kochel am See nach Benediktbeuern.

## Persönlichkeiten
- Gisela († 810), Schwester Karls des Großen, lebte einige Jahre bis zu ihrem Tod im Kloster Kochel und wurde dort bestattet
- Der Schmied von Kochel, legendäre Gestalt der bairischen Sage und des Oberländer Bauernaufstands von 1705
- Sebastian Mall (1766–1836), Benediktinerpater, Theologe und Hochschullehrer, war von 1791 bis 1801 regelmäßig in der Seelsorge in Kochel tätig
- Josef Demleitner (1877–1954), Heimatforscher
- Ludwig Osthelder (1877–1954), bayerischer Jurist und Verwaltungsbeamter.
- Franz Marc (1880–1916), Maler des Expressionismus, und seine Frau Maria Marc (1876–1955), Malerin, wohnten ab 1914 im Ortsteil Ried; ihr Grab befindet sich auf dem Friedhof der katholischen Kirche

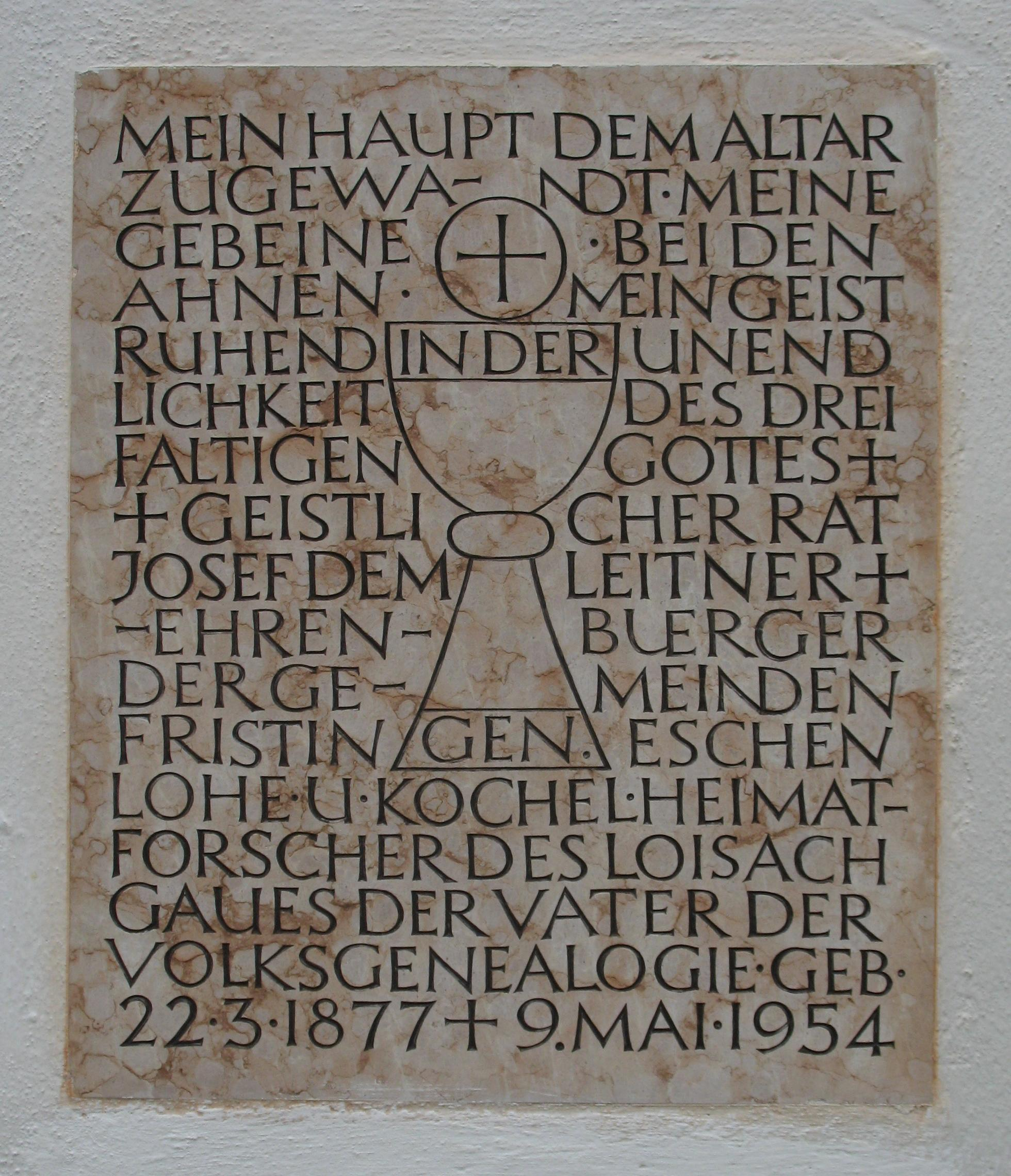
Gedenktafel für Josef Demleitner

- Carl Suhrlandt (1828–1919), deutscher Maler und Sohn des mecklenburgischen Hofmalers Rudolph Suhrlandt; Carl lebte seit 1895 in München und erwarb später in Kochel am See für die letzten Lebensjahre ein Haus, in dem er am 11. Februar 1919 verstarb
- Georg von Vollmar (1850–1922), der erste Vorsitzende der bayerischen SPD, wohnte in Walchensee
- Rudolf von Delius (1878–1946), Schriftsteller, Philosoph und Herausgeber, wohnte im Ortsteil Ried
- Heinrich Kaminski (1886–1946), Komponist, wohnte und starb im Ortsteil Ried; sein Grab befindet sich auf dem Friedhof Benediktbeuern.
- August von Finck senior (1898–1980), Bankier und Investor, in Kochel geboren
- Baldur von Schirach (1907–1974), Politiker der NSDAP, wohnte in der Zeit des Nationalsozialismus im Aspensteinschlössl
- Eva Aschenbrenner (1924–2013), Autorin und Kräuterexpertin, in Kochel geboren und lebte dort
- Michael Mellinger (1929–2004), Schauspieler, geboren in Kochel
- Peter Badura (1934–2022), Rechtswissenschaftler an der Ludwig-Maximilians-Universität München, lebte in Kochel
- Gabriele Clonisch (* 1947), ehemalige deutsche Schlagersängerin und Kinderstar, wuchs in Kochel auf
- Elisabeth Demleitner (* 1952), Rennrodlerin, geboren in Kochel
- Georg Glasl (* 1957), Musiker, geboren und wohnhaft in Kochel
- Friedrich Ani (* 1959), Schriftsteller, geboren in Kochel
- Christian Freiherr von Mauchenheim gen. Bechtolsheim (* 1960), deutscher Unternehmer, ehemaliger Botschafter des Souveränen Malteserordens in Litauen